# John T. Draper

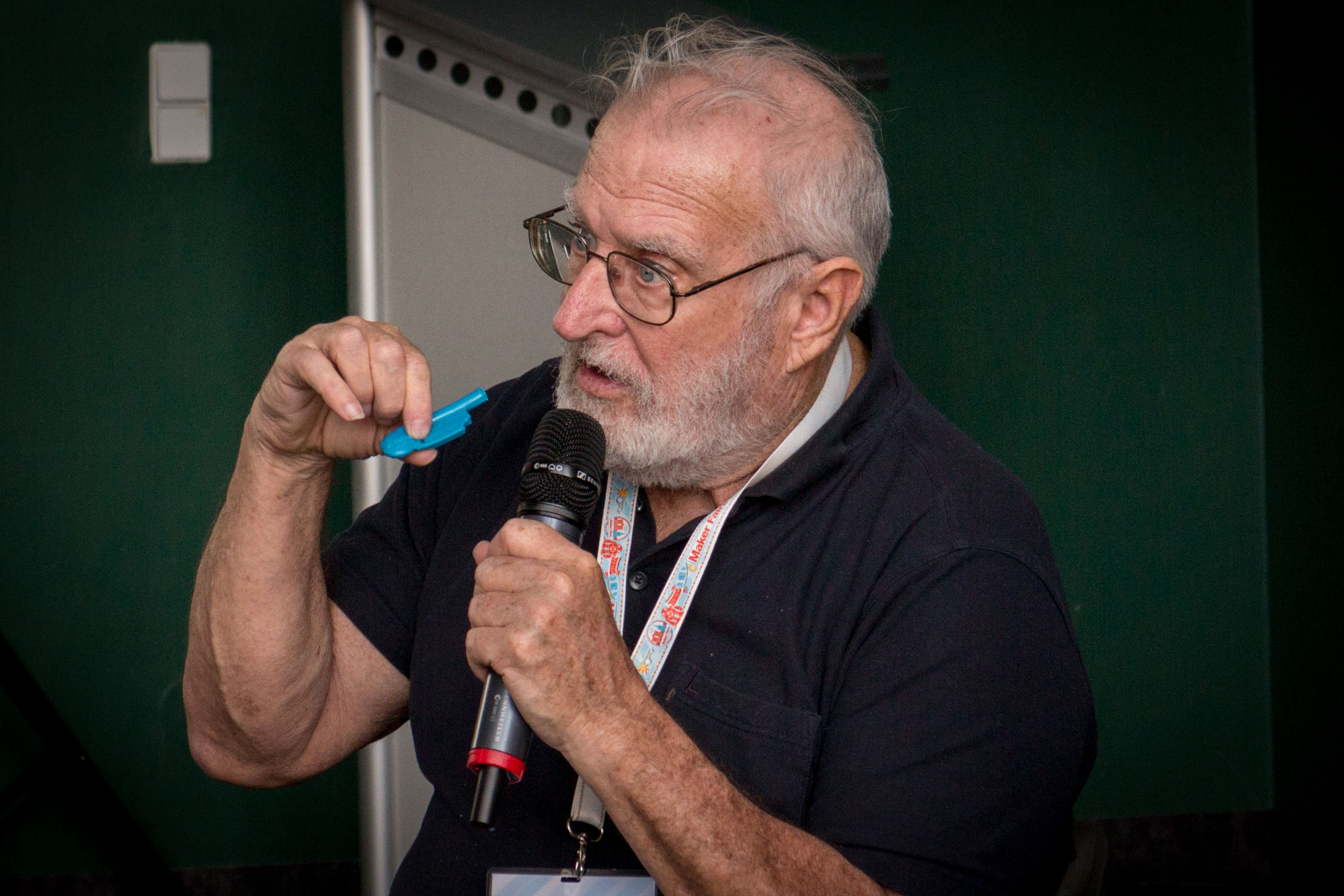
John T. Draper auf der Maker Faire Berlin 2015

John Thomas Draper alias Captain Crunch (* 11. März 1943) ist ein US-amerikanischer Hacker und Software-Entwickler. In den 1970er Jahren beschäftigte sich Draper mit dem Hacking und war damit ein Pionier des Umgehens von technischen Sperren. Er machte das Phone-Phreaking mit Hilfe der von ihm erfundenen Bluebox bekannt, mit der man im damaligen (analogen) Telefonnetz in den USA kostenlos telefonieren konnte, und kam dafür ins Gefängnis. Im Homebrew Computer Club, dem in den 1970er Jahren zahlreiche Computerpioniere angehörten, hatte er zuvor die Apple-Gründer Steve Wozniak und Steve Jobs kennengelernt. Während seiner Haft entwickelte er für den damals neuen Apple II eine Implementierung der Programmiersprache Forth, die er dann zur Entwicklung von EasyWriter einsetzte. Dies war die erste Textverarbeitungs-Software für das Computermodell, sie wurde von Apple zusammen mit dem Gerät ausgeliefert.

## Leben

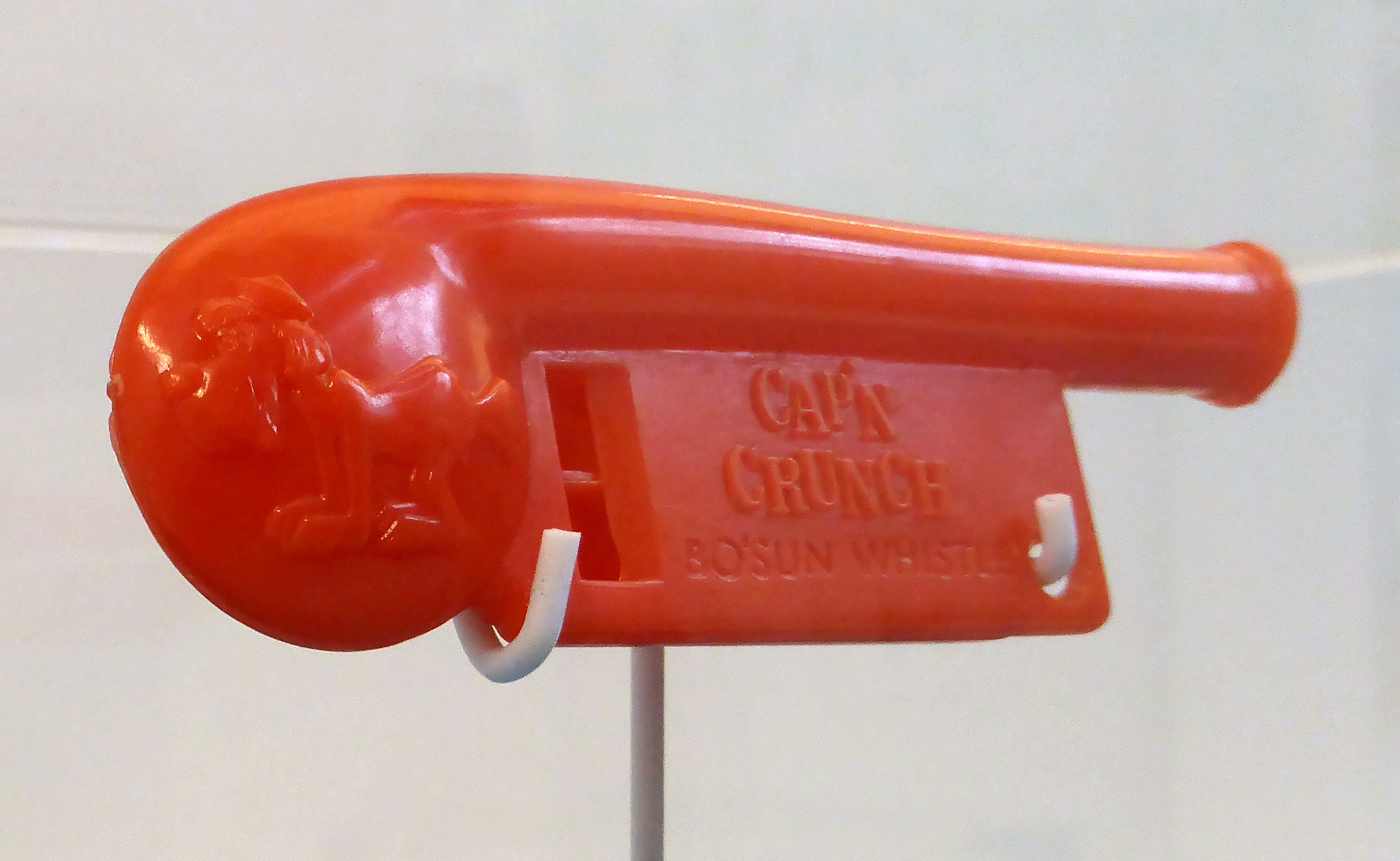
Cap’n Crunch, Spielzeugpfeife (2600 Hz)

John Draper studierte Ingenieurwesen und beschäftigte sich in seiner Freizeit mit Funkgeräten. In den 1960er Jahren arbeitete er als Techniker für die US-Luftwaffe.
Den Spitznamen Captain Crunch gab sich Draper nach einer in den USA bekannten Frühstücksflocken-Marke namens Cap’n Crunch. Den Packungen lag während einer Werbeaktion eine Spielzeug-Flöte bei, die zwei Töne erzeugen konnte. Einer davon hatte die Frequenz 2600 Hertz (In der Musik bezeichnet als e′′′′). Pfiff man diesen Ton in den Telefonhörer, war man – mit zwei zusätzlichen Codes – in der Lage, in der analogen Telefonwelt der 1970er Jahre weltweit kostenlose Telefonate zu führen; damals liefen die Signalisierungsdaten (also wer wohin telefoniert) und das Gesprochene auf derselben Leitung (Inband-Signalisierung). Später trennten die Telefongesellschaften die Signale (Outband-Signalisierung), sodass diese Manipulation nicht mehr möglich war. Draper hatte seine Tipps zum Phreaking von einem Schüler in Kalifornien erhalten, mit dem er beim Test eines Piratenradiosenders in Verbindung kam.
Der blinde junge Mann Joe Engressia alias Joybubbles hatte die Besonderheiten der Telefonfrequenzen entdeckt. Er konnte die benötigten 2600 Hertz ohne Flöte mit dem Mund pfeifen. Draper machte diesen Hack populär. Mit Hilfe von Freunden gelang es ihm, die Methoden des Telefon-Phreakings weiterzuentwickeln: Sie nahmen 2600 Hz auf Tonband auf und konnten so jedes Telefon „manipulieren“ (Blue Boxing). Das Verfahren nutzte eine Schwäche des Doppeltonmehrfrequenz-Systems (DTMF; engl.: Dual Tone Multi-Frequency) aus. Während Draper das weltweite kostenlose Telefonat als technisches Phänomen betrachtete und darüber publizierte, nutzten Kriminelle die Technik der Bluebox rasch für eigene Zwecke aus.
Draper leitete oft eigene Telefongespräche über sieben Länder um die ganze Welt wieder zu sich selbst um, womit er eine Verzögerung von 20 Sekunden herbeiführte bzw. diese hörbar machte. Selbst die Mafia zeigte Interesse an seinem Wissen. Im Jahre 1971 entdeckten auch die Hippies diverse Möglichkeiten in Verbindung mit dieser Methode des kostenlosen Telefonierens. Ein militanterer Zweig der Hippies, bekannt als Yippies, gründete ein Magazin, das sich Youth International Party Line (YIPL) nannte und dessen Ziel es war, verschiedenste Möglichkeiten des Telefon-Betrugs aufzuzeigen und zu publizieren.
1971 veröffentlichte die Illustrierte Esquire Magazine einen umfangreichen Artikel des Journalisten Ron Rosenbaum über die Phreaking-Szene und den zu diesem Zeitpunkt noch anonym agierenden Captain Crunch, was zu Ermittlungen durch die US-amerikanische Telefongesellschaft AT&T sowie das FBI führte. Im folgenden Jahr wurde Draper verhaftet und zu einer fünfjährigen Bewährungsstrafe verurteilt. Aufgrund eines Verstoßes gegen die Bewährungsauflage, jeglichen Kontakt mit der Phreaking-Szene zu unterlassen, verbrachte er die Zeit von Oktober 1976 bis Februar 1977 im Staatsgefängnis Lompoc, Kalifornien. Hier unterrichtete Draper nach eigenen Angaben Mithäftlinge in Sachen Phreaking, also Telefon-Hacking. Er habe dabei auch den Funkverkehr der Wärter abgehört.
In den 1970er Jahren schloss Draper Bekanntschaft mit den späteren Apple-Gründern Steve Jobs und Steve Wozniak. Sie gaben ihm immer wieder Aufträge. So entwickelte er während seiner Haftzeit in Kalifornien das Programm EasyWriter, die erste Textverarbeitung, die mit dem Apple II ausgeliefert wurde. Später portierte Draper das Programm für IBM-PCs. Auch die Programmierumgebung, eine auf den Apple II zugeschnittene Version der Programmiersprache Forth, stammte von ihm selbst.
Im Jahr 2017 wurden Vorwürfe gegen Draper wegen Stalking und sexueller Übergriffe veröffentlicht.